# Zwijndrecht (Nederland)
| Gemeentegrenzen Wijkgrenzen Buurtgrenzen Autosnelweg Secundaire weg Spoorweg |  |  | ██ Geselecteerde gemeente ██ Bebouwd gebied ██ Bos of park ██ Binnenwater, rivier of kanaal |

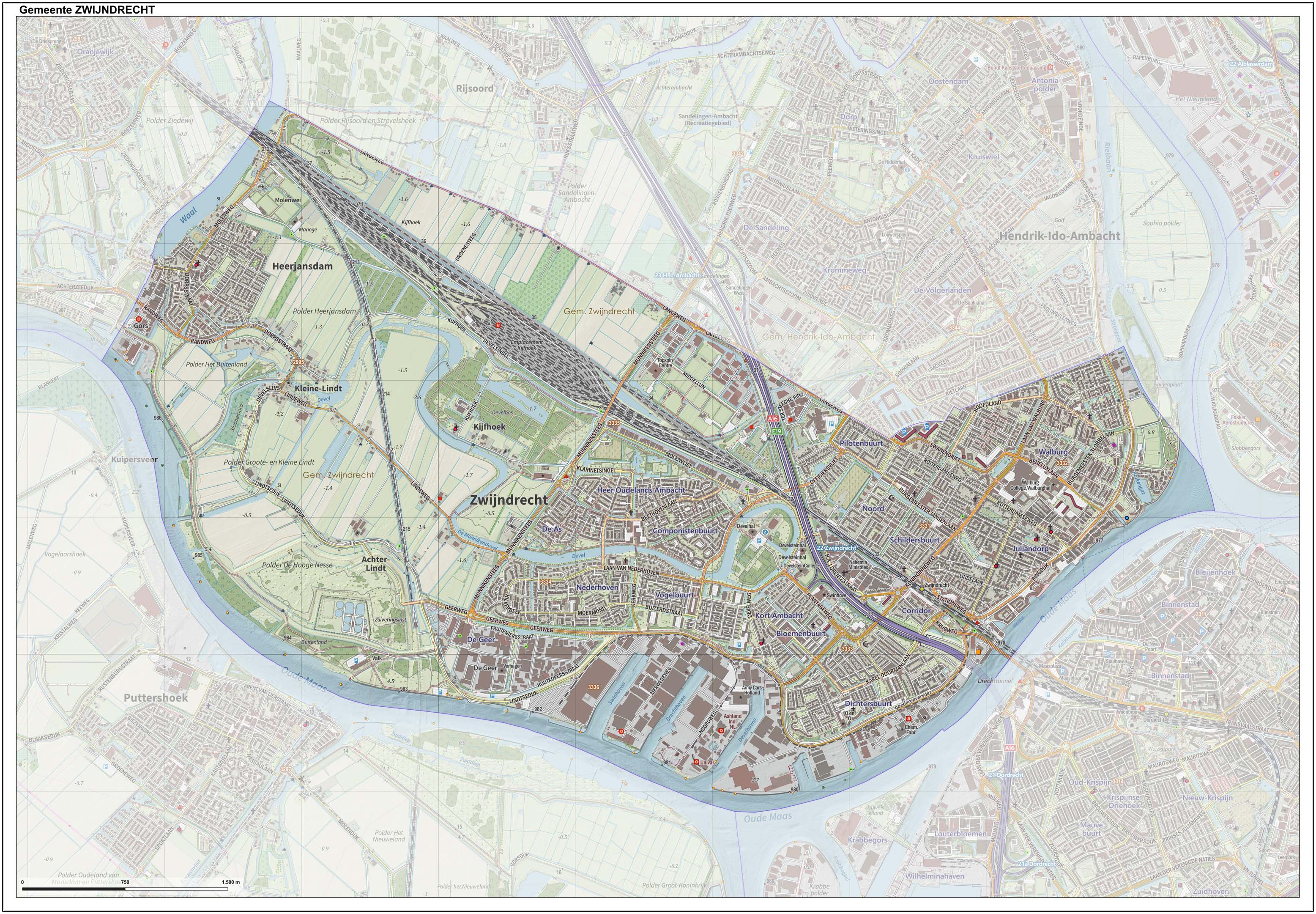
Topografische gemeentekaart van Zwijndrecht, september 2022

Zwijndrecht en omgeving

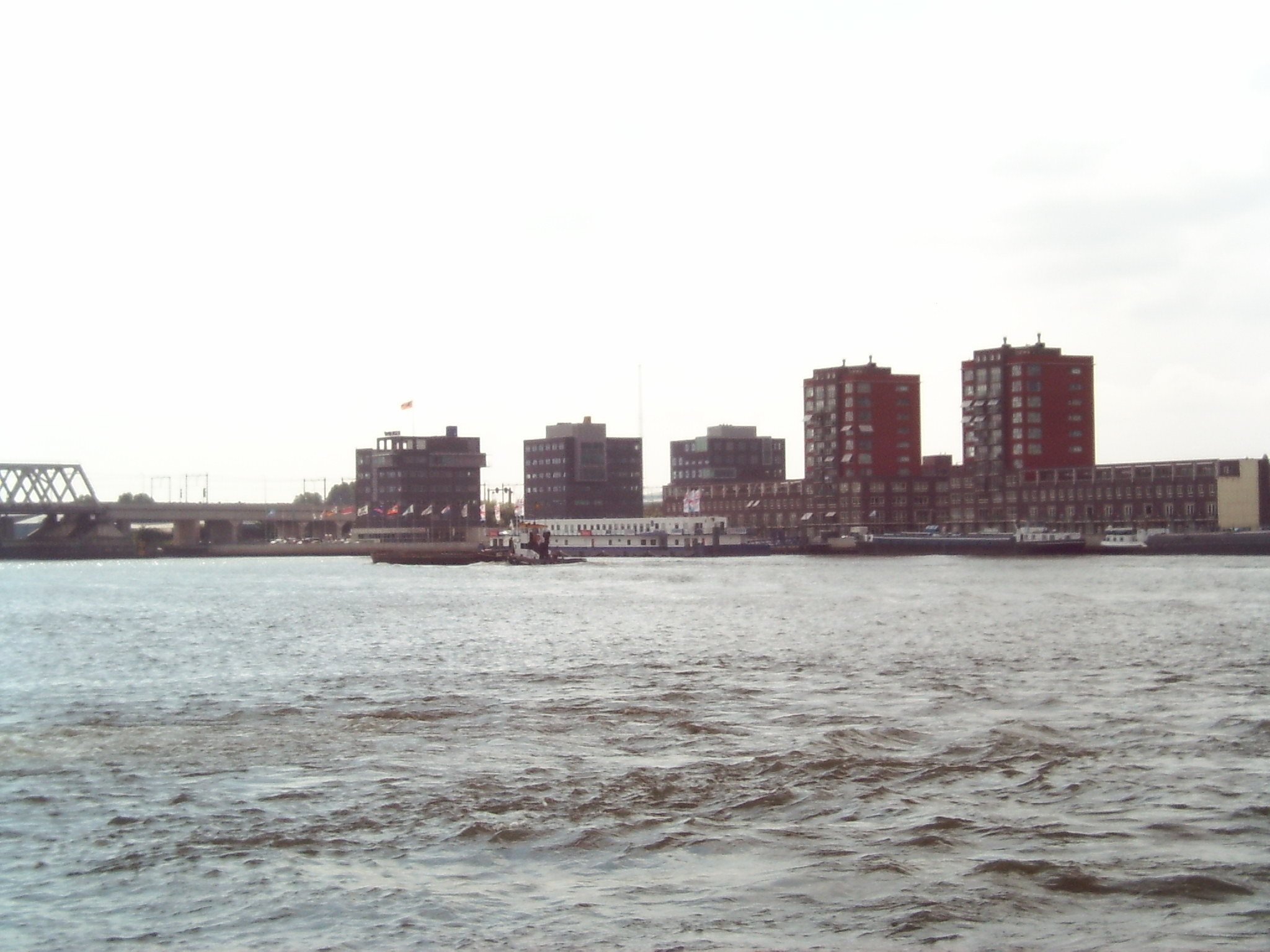
Zwijndrecht gezien vanaf het Zwijndrechts Veerhoofd in Dordrecht

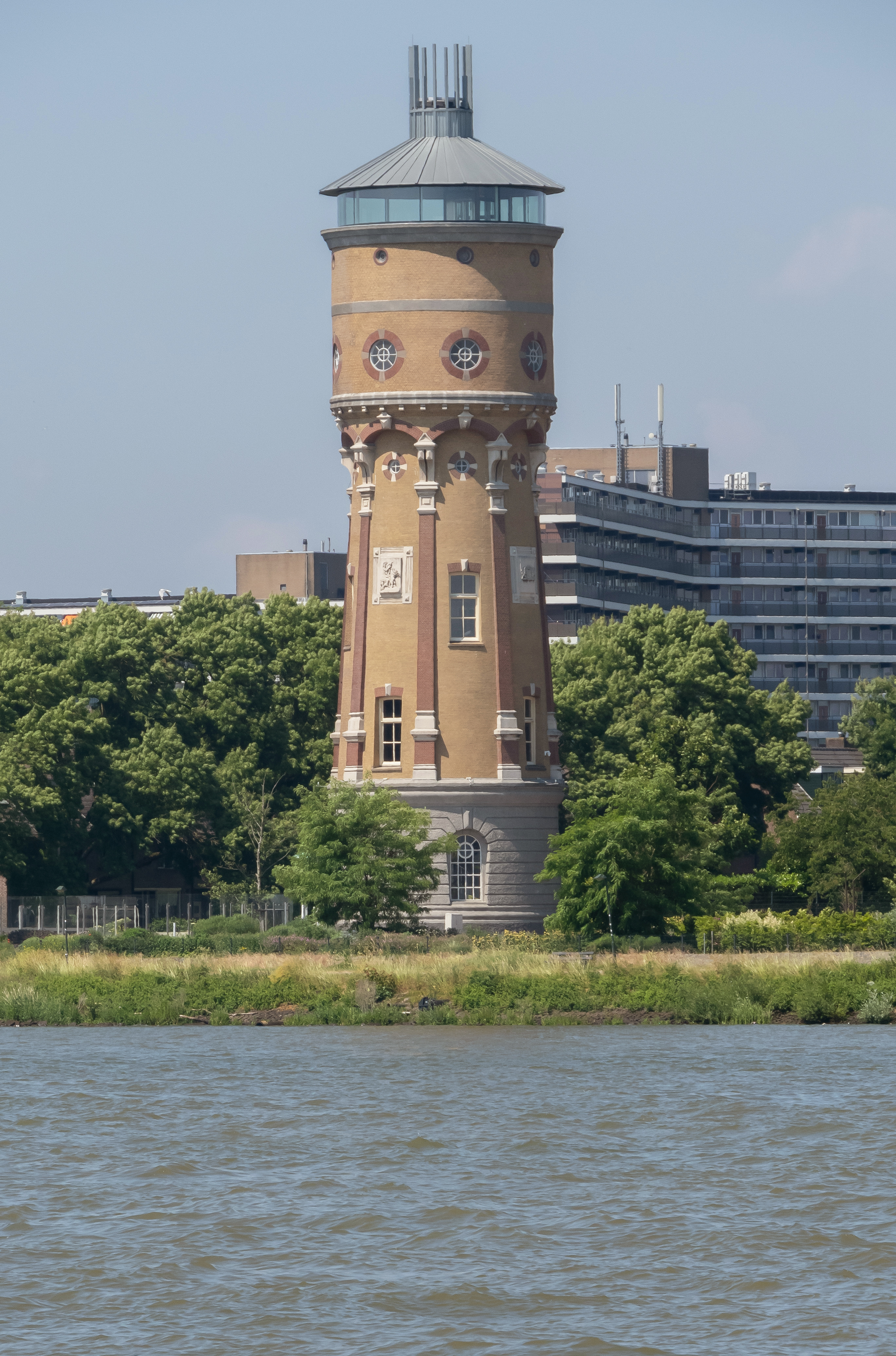
Zwijndrecht, watertoren vanaf Dordrecht

Zwijndrecht (uitspraakⓘ) is een gemeente in de Nederlandse provincie Zuid-Holland.
De gemeente telt 44.874 inwoners (22 november 2024, bron: CBS) en heeft een oppervlakte van 22,77 km² (waarvan 2,35 km² water). Sinds 2003 maakt ook de voormalige gemeente Heerjansdam deel uit van de gemeente Zwijndrecht. Zwijndrecht werkt samen met enkele buurgemeenten in het regioverband Drechtsteden.
Zwijndrecht ligt in de Zwijndrechtse Waard (een deel van het eiland IJsselmonde) en grenst aan de gemeenten Barendrecht, Ridderkerk en Hendrik-Ido-Ambacht en aan de rivieren de Noord (vroeger ook wel Oude Merwede genoemd) en de Oude Maas. Het drukst bevaren punt in Nederland, het 'Drierivierenpunt', ligt bij Zwijndrecht. De rivieren de Noord, de Oude Maas en de Beneden-Merwede komen hier samen.

## Geschiedenis
Het ontstaan van Zwijndrecht is nauw verbonden met de historie van de Zwijndrechtse Waard. De naam 'Suindrecht' voor het gebied van de Zwijndrechtse Waard komt voor het eerst voor in 1006, in een giftbrief waarmee Bisschop Ansfried goederen schenkt aan een klooster nabij Amersfoort. De schenking omvatte onder meer de kerk van Zwijndrecht. Het afstaan van Suindrecht en zijn andere bezittingen door de Graaf van Leuven en Hui was een voorwaarde om bisschop te worden. De gift wordt in een akte uit 1028 bevestigd, hiermee wordt ook bewezen dat het gebied toen al bewoond werd.
Zwijndrecht heeft in de 15e eeuw gebloeid als belangrijke locatie voor de zoutwinningindustrie. In de 17e eeuw kreeg Zwijndrecht meer het karakter van een tuindorp. In de loop van de 19e eeuw kwamen er ook industriële vestigingen.

### Zwin en drecht
De naam Zwijndrecht is een samenvoeging van het West-Frankische woord 'Suin' (Zwin, Zwijn) en het woord 'drecht' dat niet van het Latijnse trajectum afgeleid is maar van het West-Nederfrankische 'drift van de rivier'. Zwin komt van 'Swinen' en kan worden vertaald als het weglopen van water zoals in het afnemen van diepte tijdens eb. Drecht betekent oversteekplaats, overvaart of veer. Zwijndrecht betekent dus letterlijk 'getijdengeul waar kan worden overgestoken'. Deze uitleg doet vermoeden dat Zwijndrecht vroeger bij laag water aan Dordrecht vastzat; tijdens hoog water waren beide nederzettingen gescheiden. Deze situatie zou van voor de 12e eeuw dateren en zou hebben bestaan tot aan de Sint-Elisabethsvloed in 1421. De gelijknamige Vlaamse gemeente Zwijndrecht heeft dezelfde ligging ten opzichte van Antwerpen.
De benaming Zwijndrecht gold eerst voor de hele Zwijndrechtse Waard, die werd begrensd door de rivieren de Pelster, de Noord, de Oude Maas en het tussen Heerjansdam en Oostendam gelegen Waaltje. Bewoners van dat gebied moeten al in de hoge middeleeuwen (900 - 1300) hun land (beperkt) hebben bedijkt, als bescherming tegen veelvuldige overstromingen.

### Ambachtsheerlijkheden
In 1322 vond een zware vloed plaats waarbij velen het leven verloren, hetgeen voor graaf Willem III van Holland aanleiding tot ontwikkelen van bedijkingsplannen was. In een oorkonde van 14 januari 1331 bepaalde hij dat ‘degenen die delen van de Zwijndrechtse Waard bedijkten, ambachtsheer werden van dat deel van de Waard’. Door die oorkonde ontstonden, genoemd naar hun bedijkers, de ambachtsheerlijkheden Schobbelands Ambacht, Heer Oudelands Ambacht, Groote en Kleine-Lindt, Heerjansdam, Kijfhoek, Meerdervoort, Sandelingenambacht en Alewijns Ambacht.
In de periode na de bedijkingswerkzaamheden, bouwde Willem van Duivenvoorde zijn kasteel Develstein en werden in de diverse ambachten woongemeenschappen (na 1337) gesticht. Inwoners van Rijsoord bouwden als eersten een kerk, rond 1395 volgden kerken in Heerjansdam, Hendrik-Ido-Ambacht, Kijfhoek en Heer Oudelands Ambacht. Nog later kwam daar de kerk van Schobbelands Ambacht bij. In Kleine Lindt stond geen kerk.

### Spoor- en tramwegen
Op 1 november 1872 werd spoorverbinding Rotterdam - Dordrecht en het eerste spoorwegstation in Zwijndrecht geopend. Voorheen was al het vervoer behalve voor een paar lokale wegen op het eiland Hoeksche Waard via het water. Op 1 oktober 1904 bereikte de RTM stoomtram Zwijndrecht met een zijlijn vanaf de Middeldijk. Deze tram reed langs de Rotterdamseweg en gaf aan het Veerplein aansluiting op de veerboot naar Dordrecht. Vanaf 1929 reden er motortrams. De tramlijn werd in 1957 opgeheven.

### Bestaansbronnen
Door de eeuwen heen creëerden de bewoners van de Zwijndrechtse Waard allerlei bestaansbronnen. Leefden ze in de periode voor de bedijking vooral van de visserij, na de bedijkingswerkzaamheden ontwikkelden de inwoners van Zwijndrecht en omgeving eerst land- en later tuinbouwactiviteiten. Vanaf 1850 boden tuinders hun spullen aan op markten, begin 20e eeuw verkochten ze hun producten op de Groente- en Fruitveiling Zwijndrecht en Omstreken. Rond diezelfde tijd vestigden zich er verschillende conservenfabrieken in Zwijndrecht en exporteerden verschillende exportfirma's (zoals M.A. van den Hout & Zonen) groenten en fruit richting Duitsland en Engeland, per trein (vanaf 1872), boot en vrachtwagen.
Inwoners van de Zwijndrechtse Waard verdienden daarnaast lange tijd een inkomen met zoutbereiding. In 1590 verleende de Dijkgraaf der Hoogheemraden een eerste vergunning voor het oprichten van een zoutziederij, in de 17e en 18e eeuw telde Zwijndrecht ruim veertig zoutketen. Na zoutvondsten in Boekelo, liep de productie in Zwijndrecht langzaam terug. In 1958 werd de laatste Zwijndrechtse keet gesloopt.
Halverwege de 19e eeuw vestigden de eerste industrieën zich in Zwijndrecht; een vensterglasfirma, glasblazerij, brouwerij en chocoladefabriek. Rond 1900 kwamen grotere productiebedrijven als rijstpellerij Euryza en chemische fabrieken als Ashland (voormalig Hercules), Van de Bergh en Jurgens (het tegenwoordige Unimills) naar de gemeente. In de 20e eeuw industrialiseerde Zwijndrecht gestaag en startte de Zwijndrechtse ondernemer Piet van Leeuwen, in 1924, Van Leeuwen Buizen.

### Gemeentelijke status
De diverse woongemeenschappen, die onder bestuur stonden van ambachtsheren en erfgenamen, kregen in 1833 de officiële gemeentelijke status. In de tweede helft van de negentiende eeuw verenigden een vijftal ambachten zich tot het Zwijndrecht zoals dat tot eind 2002 bekend was. Zo werd in 1855 Meerdervoort bij Zwijndrecht gevoegd, en werd Groote Lindt - dat zelf in 1857 al Heer Oudelands Ambacht en Kijfhoek had ingelijfd - in 1881 bij Zwijndrecht ondergebracht. Sinds 1 januari 2003 behoort ook de kern Heerjansdam tot de gemeente.

## Geografie

### Ligging
Zwijndrecht ligt in het zuiden van Zuid-Holland, op het riviereneiland IJsselmonde, dat omgeven wordt door de Noord en de Nieuwe en Oude Maas. Meer bepaald ligt de gemeente bij de samenvloeiing van de Oude Maas, de Noord en de Beneden-Merwede.
Ten noordwesten van Zwijndrecht, gescheiden door het Waaltje, ligt de gemeente Barendrecht. Deze rivierarm vormt eveneens de fysieke grens met Ridderkerk, maar het grondgebied van laatstgenoemde omvat ook een deel van de grond aan de Zwijndrechtse zijde van het water. Als laatste buurgemeente op IJsselmonde is er Hendrik-Ido-Ambacht, dat erg dicht tegen Zwijndrecht aan ligt. Aan de overzijde van de rivier de Noord ligt Papendrecht en de Oude Maas scheidt Zwijndrecht van Dordrecht. Eveneens gescheiden door de Oude Maas, bevindt zich ten zuidwesten van Zwijndrecht de gemeente Binnenmaas.

### Wijken
Zwijndrecht is onderverdeeld in de volgende zes wijken:
- Noord
- Walburg
- Centrum
- Heer Oudelands Ambacht (ook wel Oudeland)
- Nederhoven
- Kort Ambacht

### Kernen
De gemeente Zwijndrecht telt, naast de gelijknamige plaats, nog twee kernen: Heerjansdam en Kleine-Lindt.
De kern Heerjansdam maakt sinds 1 januari 2003 deel uit van de gemeente Zwijndrecht. De naam Heerjansdam komt voor het eerst voor in 1323, in een document waarmee een Amersfoortse abdij haar grond in de Zwijndrechtse Waard verkocht aan graaf Willem III. Die kreeg daarmee de hele Waard in bezit, behalve Heren Heyenland (het latere Heerjansdam), dat eigendom was van Hendrik van Brederode. In 1325 sloten graaf Willem III en Hendrik van Brederode een verdrag om de Zwijndrechtse Waard samen te bedijken. Daardoor vormden zich na 1331 ambachtsheerlijkheden Schobbelands Ambacht, Heer Oudelands Ambacht, Groote en Kleine Lindt, Kijfhoek, Meerdervoort, Sandelingenambacht, Alewijns Ambacht en Heerjansdam.

## Cultuur

### Monumenten
In de gemeente zijn er een aantal rijksmonumenten, gemeentelijke monumenten, en oorlogsmonumenten, zie:
- Lijst van rijksmonumenten in Zwijndrecht
- Lijst van gemeentelijke monumenten in Zwijndrecht
- Lijst van oorlogsmonumenten in Zwijndrecht
- Lijst van Stolpersteine in Zwijndrecht

### Kunst in de openbare ruimte
In het Noordpark aan de Drechtoever bevindt zich het Beeldenpark Zwijndrecht met meer dan 30, voornamelijk abstracte beeldhouwwerken. Ook vindt hier elk jaar het Noordparkfestival plaats. Elders zijn ook diverse beelden, sculpturen en objecten geplaatst in de openbare ruimte, zie: Lijst van beelden in Zwijndrecht.

## Politiek en bestuur

### College van B&W
Het college van burgemeester en wethouders bestaat sinds de gemeenteraadsverkiezingen van 2018 uit:
- Leon Anink, burgemeester
- J. (Jacqueline) van Dongen (ABZ)
- T. (Tycho) Jansen (ChristenUnie-SGP)
- R. (Robert) Kreukniet (CDA)
- R. (Ronald) de Meij (D66)

### Zetelverdeling gemeenteraad
Tot en met 2002 telde de gemeenteraad van Zwijndrecht 27 zetels. Na de samenvoeging met Heerjansdam op 1 januari 2003 zijn hier twee zetels bij gekomen. De samenvoeging van beide gemeenten is ook de reden waarom de verkiezingen in 2002 niet in maart, maar pas op 20 november plaatsvonden; zo konden inwoners van beide gemeenten direct stemmen voor de samenstelling van de na de fusie te vormen gemeenteraad. Hieronder de behaalde zetels per partij bij de gemeenteraadsverkiezingen sinds 1994:
| Gemeenteraadszetels         | Gemeenteraadszetels | Gemeenteraadszetels | Gemeenteraadszetels | Gemeenteraadszetels | Gemeenteraadszetels | Gemeenteraadszetels | Gemeenteraadszetels |       |
| Partij                      | 1994                | 1998                | 2002                | 2006                | 2010                | 2014                | 2018                | 2022  |
| --------------------------- | ------------------- | ------------------- | ------------------- | ------------------- | ------------------- | ------------------- | ------------------- | ----- |
| Algemeen Belang Zwijndrecht | -                   | -                   | -                   | 3                   | 5                   | 5                   | 8                   | 10    |
| ChristenUnie-SGP            | 3                   | 4                   | 4                   | 4                   | 4                   | 5                   | 5                   | 4     |
| VVD                         | 4                   | 6                   | 4                   | 4                   | 5                   | 4                   | 3                   | 3     |
| CDA                         | 7                   | 6                   | 8                   | 6                   | 4                   | 4                   | 3                   | 3     |
| GroenLinks                  | 1                   | 2                   | 2                   | 2                   | 2                   | 1                   | 1                   | 2     |
| Zwijndrechtse Plus Partij   | -                   | -                   | -                   | -                   | -                   | 2                   | 2                   | 2     |
| PvdA                        | 5                   | 7                   | 6                   | 9                   | 4                   | 3                   | 2                   | 2     |
| D66                         | 5                   | 2                   | 2                   | 1                   | 3                   | 3                   | 2                   | 1     |
| SP                          | -                   | -                   | -                   | -                   | -                   | -                   | 1                   | -     |
| LPF                         | -                   | -                   | 3                   | -                   | -                   | -                   | -                   | -     |
| Overigen                    | 2                   | -                   | -                   | -                   | -                   | -                   | -                   | -     |
| Totaal                      | 27                  | 27                  | 29                  | 29                  | 27                  | 27                  | 27                  | 27    |
| Opkomst                     | 64,8 %              | 59,2 %              | 51,2 %              | 55,3 %              | 48,7%               | 49,6%               | 48,0%               | 43,0% |

### Stedenbanden
De gemeente Zwijndrecht onderhoudt een aantal internationale contacten voor het onderhouden, stimuleren en ontwikkelen van (bestaande) vriendschapsrelaties op het gebied van jumelageovereenkomsten, het bevorderen van handelscontacten, het organiseren van internationale uitwisselingsprogramma's op het gebied van cultuur, sport, onderwijs, economie en handel, en het bevorderen van internationale betrokkenheid en verantwoordelijkheid. Momenteel geldt dit in het bijzonder voor de drie partnersteden:
| Stad        | Land      | Sinds |
| ----------- | --------- | ----- |
| Norderstedt | Duitsland | 1981  |
| Poprad      | Slowakije | 2000  |
| Zwijndrecht | België    | 2004  |

### Heraldiek
Het wapen van Zwijndrecht is volgens deskundigen een oud familiewapen, ooit gevoerd door een familie Van Zwijndrecht. Op 20 februari 1816 is bij besluit van de Hoge Raad van Adel de gemeente Zwijndrecht in het bezit gesteld van dit wapen. Het bestaat uit een gouden schild, beladen met drie zwarte ‘vuurijzers’ (heugels). Kenmerkend voor het wapen is de eerste heugel met negen tanden, terwijl de tweede en de derde heugel acht tanden hebben. Aanvankelijk werd aangenomen dat de heugels een symbool waren voor de vuurijzers waarmee zoutpannen boven het vuur werden gehangen in de vele zoutziederijen van Zwijndrecht. Dit is echter onwaarschijnlijk, omdat het wapen al in 1453 werd gevoerd, terwijl de zoutindustrie pas ontstond aan het einde van de 16e eeuw. De herkomst van de heugels en van de familie Van Zwijndrecht is onbekend.

## Verkeer en vervoer

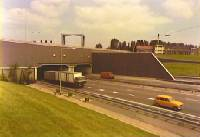
De Drechttunnel in de A16.

### Per auto
De gemeente Zwijndrecht is per auto het best te bereiken via snelweg A16, middels afrit 22 (Zwijndrecht) of afrit 23 (Hendrik-Ido-Ambacht). Vanuit Dordrecht kan men ook de route via de Stadsbrug Zwijndrecht verkiezen boven de route over de snelweg, die door de Drechttunnel leidt.

### Per trein
Vanaf station Zwijndrecht worden door de Nederlandse Spoorwegen sprinterverbindingen aangeboden in de richting Rotterdam en Den Haag en in de richting Dordrecht en Roosendaal en Breda. Op doordeweekse dagen tot ongeveer 21 uur 's avonds stoppen in beide richtingen vier treinen per uur, 's avonds en in het weekend zijn dat er twee per uur.
Tevens bevindt zich bij Zwijndrecht het grootste rangeerterrein van Europa, Kijfhoek.

### Per bus
In de gemeente Zwijndrecht verzorgt Qbuzz het busvervoer. Er worden verschillende busverbindingen aangeboden vanuit Zwijndrecht naar Dordrecht, Hendrik-Ido-Ambacht, Ridderkerk, Heerjansdam, Barendrecht en Rotterdam. In Zwijndrecht zijn bovendien busbanen op de Stationsweg en de Laan van Walburg. Ook rijdt sinds 2 juli 2012 een buurtbus via Heerjansdam naar Barendrecht en terug.

### Per waterbus
Aan het Veerplein bevindt zich het opstappunt van de Waterbus, van waar elk kwartier een waterbus naar de Hooikade in Dordrecht vertrekt. Ook vertrekt eens per uur een waterbus naar de Dordtse Merwekade, en verder door naar Papendrecht.

## Onderwijs
Zwijndrecht heeft drie middelbare scholen:
- DevelsteinCollege, christelijk
- Walburg College, openbaar
- Da Vinci College, openbaar
- Loket, een samenwerkingsverband van bovengenoemde drie scholen, voor beroepsonderwijs.

## Verenigingen
Verenigingen in Zwijndrecht zijn onder meer:
- Arboretum Munnike Park
- Basketbalvereniging BC Verkerk
- Christelijke Harmonievereniging Het Geklank des Konings
- Gymnastiekvereniging O&O Zwijndrecht
- Honkbalvereniging HSV Zwijndrecht
- Korfbalvereniging CKV Albatros
- Sportvereniging sv Conventus (Handbal en korfbal)
- Voetbalverenigingen VV Groote Lindt, VV Heerjansdam, ZVV Pelikaan, VVGZ en ZBC '97
- Scoutingvereniging Scouting Panoord
- Zwem- en poloclub de Devel
- Tafeltennisvereniging Shot'65
- Showband Jong-Holland
- RSV de Hoge Devel
- Hockeyvereniging HC Derby

## Geboren
- Jan Bakker (1925-2025), beeldend kunstenaar
- Sander Littel (1939), kunstenaar
- Joop Wouters (1942), beeldhouwer
- Gerda van Wageningen (1946), schrijfster
- Albert Visser (1950), logicus en hoogleraar aan de Universiteit Utrecht
- Peter van Dalen (1958), ambtenaar en politicus
- Michel Valke (1959), voetballer
- Lizan Freijsen (1960-2024), beeldend kunstenares en docente
- Jean-Pierre Geelen (1964), journalist, columnist
- Arjan Snijders (1969), radio-dj en mediajournalist
- Jeroen Sluijter (1975), honkballer
- Percy Isenia (1976), honkballer
- Iris Pruysen (1987), paralympisch atlete
- Marten de Roon (1991), profvoetballer
- Monica Geuze (1995), voormalig dj, presentatrice en vlogger
- Martijn Lakemeier (1993), acteur
- Quilindschy Hartman (2001), profvoetballer
- Milou van Wijk (2004), zwemster
- Iris Remmers (2005), voetbalster

## Woonachtig (geweest)
- Justine Pelmelay (1958), zangeres
- Jan Olde Riekerink (1963), oud voetballer en voetbaltrainer
- Mabel Wisse Smit (1968), weduwe van Friso van Oranje-Nassau van Amsberg
- Def Rhymz (1970-2024), rapper
- Mohammed Benzakour (1972), socioloog, schrijver, journalist
- Anouk (1975), zangeres

## Aangrenzende gemeenten
| Aangrenzende gemeenten | Aangrenzende gemeenten | Aangrenzende gemeenten | Aangrenzende gemeenten | Aangrenzende gemeenten |
| ---------------------- | ---------------------- | ---------------------- | ---------------------- | ---------------------- |
| Barendrecht            |                        | Ridderkerk             |                        | Hendrik-Ido-Ambacht    |
|                        |                        |                        |                        |                        |
|                        | Papendrecht            |                        |                        |                        |
|                        |                        |                        |                        |                        |
| Hoeksche Waard         |                        |                        |                        | Dordrecht              |